# Bandeira da Martinica
A bandeira da ilha Martinica é composta por um triângulo vermelho na adriça, com duas faixas horizontais, a superior verde e a inferior preta. Foi adotada em 2 de fevereiro de 2023. A bandeira da França, seu país de origem, também é hasteada oficialmente devido ao status da Martinica como um departamento/região ultramarino francês.
Em 2018, a assembleia realizou uma competição para criar uma bandeira e um hino para a ilha, mas mais de 2 anos após a apresentação dos vencedores, a bandeira e o hino foram anulados pelo tribunal administrativo local, pois o método de seleção não estava dentro das responsabilidades do conselho.  
Em 2022, a ilha iniciou uma nova votação pública para uma bandeira e hino oficiais. Os vencedores foram anunciados em 16 de janeiro de 2023, mas o design da bandeira selecionado seria retirado da consideração a pedido do designer, após acusações de plágio. Em vez disso, decidiu-se que o design do segundo colocado, uma bandeira estabelecida usada por nacionalistas, seria considerado para adoção em 2 de fevereiro de 2023. Foi adotado pela assembleia com 44 votos a favor e uma abstenção. 
A bandeira atual substitui oficialmente a bandeira criada em 4 de agosto de 1766, que deixou de ser usada em 1790 na Revolução Francesa. Quase duzentos anos depois foi recuperada, para uso não oficial porque o estandarte oficial da ilha, uma dependência francesa, é a bandeira tricolor francesa. Ela deriva do antigo estandarte usada pela marinha mercante francesa durante o século XVIII até a adoção da bandeira tricolor.. 
É um pano de cor azul cortado por uma cruz branca. Em cada quadrado aparece representada uma serpente branca com forma de “L” invertida (mais visível no desenho do século XVIII que na actual). As serpentes tem forma de “L” porque a Martinica dependia de Santa Lúcia antes da conversão desta última em uma colônia do Reino Unido.
|  |  |  |